# Evert Hedén

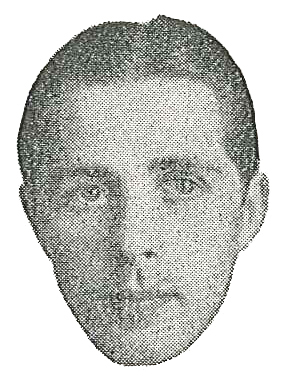
Evert Hedén i början av 1940-talet.

Evert Sigfrid Hedén, född den 21 januari 1911 i Gustav Vasa församling i Stockholm, död den 18 februari 1996 i Sankt Görans församling i Stockholm, var en svensk musiker (piano).
Hedén har medverkat i några filmroller som musiker. Han är gravsatt i minneslunden på Skogskyrkogården i Stockholm.

## Filmografi
- 1941 – Hem från Babylon